# Niko Erkkola
Niko Olavi Oskari Erkkola – fiński zapaśnik walczący w stylu klasycznym. Zajął 32. miejsce na mistrzostwach świata w 2019. Zdobył srebrny medal na mistrzostwach nordyckich w 2017 i brązowy w 2015 roku.
Wicemistrz Finlandii w 2015, 2017 i 2018; trzeci 2016 roku. 